# Ausberto García
Ausberto García Céspedes (La Paz, 9 de febrero de 1934 - Cochabamba, 11 de diciembre de 2017) fue un futbolista boliviano que jugaba como mediocampista. Fue parte de la Selección Boliviana que se proclamó campeona del Campeonato Sudamericano 1963. Es considerado uno de los grandes jugadores del fútbol boliviano.
Desarrolló la mayor parte de su carrera como futbolista en Jorge Wilstermann del cual es un ídolo histórico.
Con la Selección de fútbol de Bolivia formó parte del histórico plantel que se proclamó campeón de la Copa América de 1963. Ausberto García es uno de los mejores mediocampistas del fútbol boliviano y uno de los tres maestros que tuvo el fútbol de Bolivia, juntó a Víctor Agustín Ugarte y Armando Escobar.

## Trayectoria
En su carrera como futbolista, consiguió el campeonato del fútbol boliviano con el Club Wilstermann en los años 1957, 1958, 1959 y 1960. Fue uno de los artífices del seleccionado nacional que consiguió el Campeonato Sudamericano de 1963, hoy conocido como Copa América. En los años 1958 y 1965, participó en las eliminatorias para la copa del mundo. Participó en la Copa Libertadores: en 1960, 1966 y 1968 con Wilstermann y en 1964 con el Club Aurora de Cochabamba.  En 1967, consiguió nuevamente el título nacional con el club aviador de Cochabamba, años después también dirigió al rojo cochabambino.
El año 1968, “El Oso” como se lo conoció, decidió dejar el fútbol y vivió su vida privada.
Ausberto García, uno de los grandes futbolistas de nuestro país, falleció el 11 de diciembre de 2017, en Cochabamba, Bolivia a causa por un accidente cerebrovascular (ACV) que lo fue consumiendo en los últimos cuatro años.

## Selección nacional

### Participaciones enCopa América
| Copa                         | Sede                   | Resultado              | Partidos | Goles |
| ---------------------------- | ---------------------- | ---------------------- | -------- | ----- |
| Campeonato Sudamericano 1959 | Argentina              | 7° puesto              | 4        | 1     |
| Campeonato Sudamericano 1963 | Bolivia                | Campeón                | 5        | 3     |
| Campeonato Sudamericano 1967 | Uruguay                | 6° puesto              | 4        | 0     |
| Total en Copas América       | Total en Copas América | Total en Copas América | 13       | 4     |

## Clubes
| Club              | País    | Año         |
| ----------------- | ------- | ----------- |
| Ferroviario       | Bolivia | 1951 - 1952 |
| Aurora            | Bolivia | 1953        |
| New Players       | Bolivia | 1954        |
| Jorge Wilstermann | Bolivia | 1955 - 1963 |
| Aurora            | Bolivia | 1964        |
| Jorge Wilstermann | Bolivia | 1965 - 1967 |

### Copas internacionales
| 1960 | Jorge Wilstermann | Bolivia | Copa Libertadores | 2 | 1 |  |       |  |  |    |   |
| 1964 | Aurora            | Bolivia | Copa Libertadores | 3 | 1 |  |       |  |  |    |   |
| 1966 | Jorge Wilstermann | Bolivia | Copa Libertadores | 9 | 3 |  |       |  |  |    |   |
| 1968 | Jorge Wilstermann | Bolivia | Copa Libertadores | 4 | 0 |  | Total |  |  | 18 | 5 |

## Palmarés

### Títulos nacionales
| Título           | Club              | Año  |
| ---------------- | ----------------- | ---- |
| Primera División | Jorge Wilstermann | 1957 |
| Primera División | Jorge Wilstermann | 1958 |
| Primera División | Jorge Wilstermann | 1959 |
| Primera División | Jorge Wilstermann | 1960 |
| Primera División | Jorge Wilstermann | 1967 |

### Títulos internacionales
| Título       | Club                 | Sede    | Año  |
| ------------ | -------------------- | ------- | ---- |
| Copa América | Selección de Bolivia | Bolivia | 1963 |

### Títulos regionales
| Título      | Club              | Región     | Año  |
| ----------- | ----------------- | ---------- | ---- |
| Primera "A" | Jorge Wilstermann | Cochabamba | 1960 |
| Primera "A" | Jorge Wilstermann | Cochabamba | 1965 |
| Primera "A" | Jorge Wilstermann | Cochabamba | 1966 |
| Primera "A" | Jorge Wilstermann | Cochabamba | 1967 |

### Distinciones
| Distinción                    | Año  |
| ----------------------------- | ---- |
| Orden del Cóndor de los Andes | 2013 |

## Comentarios
"Fue uno de los jugadores más grandes de todos los tiempos. Fue parte de los tres ‘maestros’ del fútbol: Víctor Agustín Ugarte, Armando Escóbar y Ausberto García. Además estuvo en el gran primer ciclo de oro de Wilstermann, componente de la selección boliviana campeona de 1963.”
Óscar Galdo, 2017.